# Szarowola
Szarowola – wieś w Polsce położona w województwie lubelskim, w powiecie tomaszowskim, w gminie Tomaszów Lubelski.
W latach 1975–1998 miejscowość administracyjnie należała do województwa zamojskiego.
Wieś jest sołectwem w gminie Tomaszów Lubelski. Według Narodowego Spisu Powszechnego z roku 2011 wieś liczyła 601 mieszkańców.

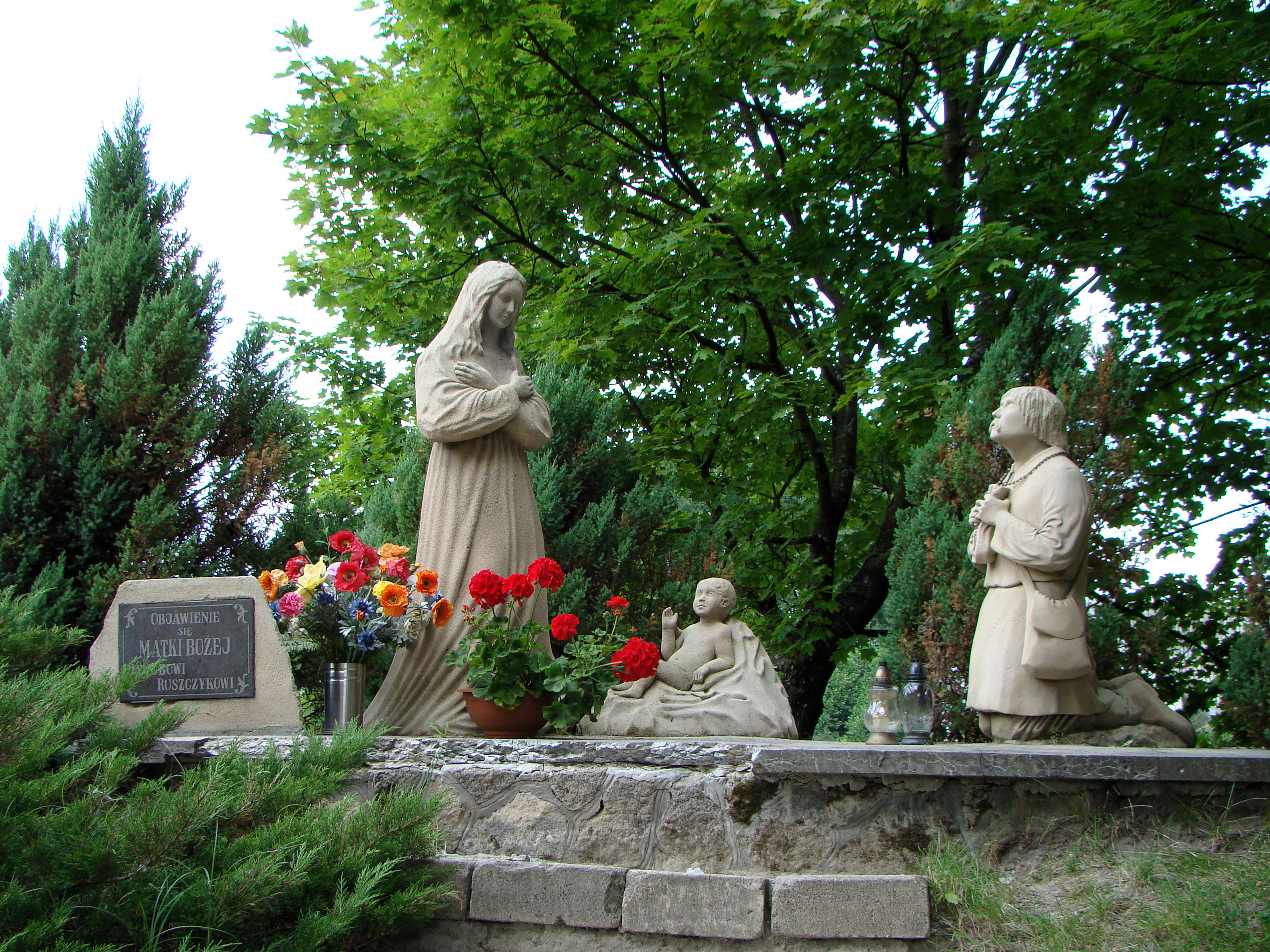
Objawienie się MB Jakubowi Ruszczykowi, mieszkańcowi Szarowoli

Mieszkańcem Szarowoli był Jakub Ruszczyk, uzdrowiony w 1640 w sposób nadprzyrodzony, związany z wydarzeniami w Krasnobrodzie, który według kultu, przy leśnym źródle zobaczył Matkę Bożą.
W latach 1915–1916 na terenie miejscowości znajdowała się stacja linii kolejowej Bełżec-Trawniki o nazwie „Schumkasee”.
Podczas II wojny światowej i okupacji Polski przez III Rzeszę Niemiecką wieś była kilkakrotnie pacyfikowana i wysiedlona.
W 1987 w miejscowości powstał piłkarski klub sportowy Spartakus Szarowola.
Wieś jest siedzibą rzymskokatolickiej parafii Krzyża Świętego.